# Skilanglauf-Marathon-Cup 2001
Der Skilanglauf-Marathon-Cup 2001 war eine vom Weltskiverband FIS ausgetragene Wettkampfserie im Skilanglauf, die am 28. Januar 2001 mit dem Marcialonga begann und am 11. März 2001 mit dem Engadin Skimarathon endete. Die Wettbewerbe wurden im Rahmen der Euroloppet-Serie bzw. Worldloppet-Serie veranstaltet. Die Gesamtwertung bei den Männern gewann Gianantonio Zanetel. Bei den Frauen wurde Antonina Ordina in der Gesamtwertung erste.

## Männer

### Resultate
| 1. Skilanglauf-Marathon-Cup im Val di Fiemme und Val di Fassa – Marcialonga | 1. Skilanglauf-Marathon-Cup im Val di Fiemme und Val di Fassa – Marcialonga | 1. Skilanglauf-Marathon-Cup im Val di Fiemme und Val di Fassa – Marcialonga | 1. Skilanglauf-Marathon-Cup im Val di Fiemme und Val di Fassa – Marcialonga | 1. Skilanglauf-Marathon-Cup im Val di Fiemme und Val di Fassa – Marcialonga |
| --------------------------------------------------------------------------- | --------------------------------------------------------------------------- | --------------------------------------------------------------------------- | --------------------------------------------------------------------------- | --------------------------------------------------------------------------- |
| Datum                                                                       | Disziplin                                                                   | Erster Platz                                                                | Zweiter Platz                                                               | Dritter Platz                                                               |
| 28. Januar 2001                                                             | 70 km Freistil                                                              | Juan Jesús Gutiérrez                                                        | Alois Blaßnig                                                               | Stéphane Passeron                                                           |

| 2. Skilanglauf-Marathon-Cup in Lahti – Finlandia-hiihto | 2. Skilanglauf-Marathon-Cup in Lahti – Finlandia-hiihto | 2. Skilanglauf-Marathon-Cup in Lahti – Finlandia-hiihto | 2. Skilanglauf-Marathon-Cup in Lahti – Finlandia-hiihto | 2. Skilanglauf-Marathon-Cup in Lahti – Finlandia-hiihto |
| ------------------------------------------------------- | ------------------------------------------------------- | ------------------------------------------------------- | ------------------------------------------------------- | ------------------------------------------------------- |
| Datum                                                   | Disziplin                                               | Erster Platz                                            | Zweiter Platz                                           | Dritter Platz                                           |
| 10. Februar 2001                                        | 52 km klassisch                                         | Stanislav Řezáč                                         | Raul Olle                                               | Oskar Svärd                                             |

| 3. Skilanglauf-Marathon-Cup in Hayward – American Birkebeiner | 3. Skilanglauf-Marathon-Cup in Hayward – American Birkebeiner | 3. Skilanglauf-Marathon-Cup in Hayward – American Birkebeiner | 3. Skilanglauf-Marathon-Cup in Hayward – American Birkebeiner | 3. Skilanglauf-Marathon-Cup in Hayward – American Birkebeiner |
| ------------------------------------------------------------- | ------------------------------------------------------------- | ------------------------------------------------------------- | ------------------------------------------------------------- | ------------------------------------------------------------- |
| Datum                                                         | Disziplin                                                     | Erster Platz                                                  | Zweiter Platz                                                 | Dritter Platz                                                 |
| 24. Februar 2001                                              | 51 km Freistil                                                | Gianantonio Zanetel                                           | Stéphane Passeron                                             | Faustino Bordiga                                              |

| 4. Skilanglauf-Marathon-Cup in Sälen – Wasalauf | 4. Skilanglauf-Marathon-Cup in Sälen – Wasalauf | 4. Skilanglauf-Marathon-Cup in Sälen – Wasalauf | 4. Skilanglauf-Marathon-Cup in Sälen – Wasalauf | 4. Skilanglauf-Marathon-Cup in Sälen – Wasalauf |
| ----------------------------------------------- | ----------------------------------------------- | ----------------------------------------------- | ----------------------------------------------- | ----------------------------------------------- |
| Datum                                           | Disziplin                                       | Erster Platz                                    | Zweiter Platz                                   | Dritter Platz                                   |
| 4. März 2001                                    | 90 km klassisch                                 | Henrik Eriksson                                 | Staffan Larsson                                 | Daniel Tynell                                   |

| 5. Skilanglauf-Marathon-Cup in Samedan – Engadin Skimarathon | 5. Skilanglauf-Marathon-Cup in Samedan – Engadin Skimarathon | 5. Skilanglauf-Marathon-Cup in Samedan – Engadin Skimarathon | 5. Skilanglauf-Marathon-Cup in Samedan – Engadin Skimarathon | 5. Skilanglauf-Marathon-Cup in Samedan – Engadin Skimarathon |
| ------------------------------------------------------------ | ------------------------------------------------------------ | ------------------------------------------------------------ | ------------------------------------------------------------ | ------------------------------------------------------------ |
| Datum                                                        | Disziplin                                                    | Erster Platz                                                 | Zweiter Platz                                                | Dritter Platz                                                |
| 11. März 2001                                                | 42 km Freistil                                               | Peter Schlickenrieder                                        | Maurizio Pozzi                                               | Tor Arne Hetland                                             |

### Gesamtwertung
| Rang | Name                  | Punkte |
| ---- | --------------------- | ------ |
| 001. | Gianantonio Zanetel   | 238    |
| 02.  | Stéphane Passeron     | 194    |
| 03.  | Raul Olle             | 169    |
| 04.  | Stanislav Řezáč       | 165    |
| 05.  | Faustino Bordiga      | 122    |
| 06.  | Oskar Svärd           | 111    |
| 07.  | Henrik Eriksson       | 100    |
| 07.  | Juan Jesús Gutiérrez  | 100    |
| 07.  | Peter Schlickenrieder | 100    |
| 10.  | Staffan Larsson       | 88     |
| 11.  | Pierluigi Costantin   | 84     |

| Rang | Name                  | Punkte |
| ---- | --------------------- | ------ |
| 12.  | Norman Kostner        | 82     |
| 13.  | Alois Blaßnig         | 80     |
| 13.  | Maurizio Pozzi        | 80     |
| 15.  | Mattias Danielsson    | 79     |
| 16.  | Marco Cattaneo        | 73     |
| 17.  | Othmar Pider          | 69     |
| 18.  | Andrea Piccoliori     | 66     |
| 19.  | Jörgen Aukland        | 62     |
| 20.  | Tor Arne Hetland      | 60     |
| 20.  | Daniel Tynell         | 60     |
| 22.  | Roberto De Zolt Ponte | 50     |

| Rang | Name             | Punkte |
| ---- | ---------------- | ------ |
| 22.  | Mattias Svahn    | 50     |
| 24.  | Christoph Sumann | 45     |
| 25.  | Mats Eklund      | 40     |
| 25.  | Patrik Mächler   | 40     |
| 27.  | Vitali Burov     | 38     |
| 28.  | Lars Carlsson    | 36     |
| 28.  | Leonardo Follis  | 36     |
| 28.  | Markus Hasler    | 36     |
| 28.  | Karri Hietamäki  | 36     |
| 28.  | Nathan Schultz   | 36     |

## Frauen

### Resultate
| 1. Skilanglauf-Marathon-Cup im Val di Fiemme und Val di Fassa – Marcialonga | 1. Skilanglauf-Marathon-Cup im Val di Fiemme und Val di Fassa – Marcialonga | 1. Skilanglauf-Marathon-Cup im Val di Fiemme und Val di Fassa – Marcialonga | 1. Skilanglauf-Marathon-Cup im Val di Fiemme und Val di Fassa – Marcialonga | 1. Skilanglauf-Marathon-Cup im Val di Fiemme und Val di Fassa – Marcialonga |
| --------------------------------------------------------------------------- | --------------------------------------------------------------------------- | --------------------------------------------------------------------------- | --------------------------------------------------------------------------- | --------------------------------------------------------------------------- |
| Datum                                                                       | Disziplin                                                                   | Erster Platz                                                                | Zweiter Platz                                                               | Dritter Platz                                                               |
| 28. Januar 2001                                                             | 45 km Freistil                                                              | Irina Skladnewa                                                             | Nadeschda Slessarewa                                                        | Eugenia Bitchougova                                                         |

| 2. Skilanglauf-Marathon-Cup in Lahti – Finlandia-hiihto | 2. Skilanglauf-Marathon-Cup in Lahti – Finlandia-hiihto | 2. Skilanglauf-Marathon-Cup in Lahti – Finlandia-hiihto | 2. Skilanglauf-Marathon-Cup in Lahti – Finlandia-hiihto | 2. Skilanglauf-Marathon-Cup in Lahti – Finlandia-hiihto |
| ------------------------------------------------------- | ------------------------------------------------------- | ------------------------------------------------------- | ------------------------------------------------------- | ------------------------------------------------------- |
| Datum                                                   | Disziplin                                               | Erster Platz                                            | Zweiter Platz                                           | Dritter Platz                                           |
| 10. Februar 2001                                        | 52 km klassisch                                         | Antonina Ordina                                         | Irina Skladnewa                                         | Elina Mäki-Rautila                                      |

| 3. Skilanglauf-Marathon-Cup in Hayward – American Birkebeiner | 3. Skilanglauf-Marathon-Cup in Hayward – American Birkebeiner | 3. Skilanglauf-Marathon-Cup in Hayward – American Birkebeiner | 3. Skilanglauf-Marathon-Cup in Hayward – American Birkebeiner | 3. Skilanglauf-Marathon-Cup in Hayward – American Birkebeiner |
| ------------------------------------------------------------- | ------------------------------------------------------------- | ------------------------------------------------------------- | ------------------------------------------------------------- | ------------------------------------------------------------- |
| Datum                                                         | Disziplin                                                     | Erster Platz                                                  | Zweiter Platz                                                 | Dritter Platz                                                 |
| 24. Februar 2001                                              | 51 km Freistil                                                | Nadeschda Slessarewa                                          | Antonina Ordina                                               | Unni Ødegård                                                  |

| 4. Skilanglauf-Marathon-Cup in Sälen – Wasalauf | 4. Skilanglauf-Marathon-Cup in Sälen – Wasalauf | 4. Skilanglauf-Marathon-Cup in Sälen – Wasalauf | 4. Skilanglauf-Marathon-Cup in Sälen – Wasalauf | 4. Skilanglauf-Marathon-Cup in Sälen – Wasalauf |
| ----------------------------------------------- | ----------------------------------------------- | ----------------------------------------------- | ----------------------------------------------- | ----------------------------------------------- |
| Datum                                           | Disziplin                                       | Erster Platz                                    | Zweiter Platz                                   | Dritter Platz                                   |
| 4. März 2001                                    | 90 km klassisch Massenstart                     | Ulrica Persson                                  | Sofia Lind                                      | Antonina Ordina                                 |

| 5. Skilanglauf-Marathon-Cup in Samedan – Engadin Skimarathon | 5. Skilanglauf-Marathon-Cup in Samedan – Engadin Skimarathon | 5. Skilanglauf-Marathon-Cup in Samedan – Engadin Skimarathon | 5. Skilanglauf-Marathon-Cup in Samedan – Engadin Skimarathon | 5. Skilanglauf-Marathon-Cup in Samedan – Engadin Skimarathon |
| ------------------------------------------------------------ | ------------------------------------------------------------ | ------------------------------------------------------------ | ------------------------------------------------------------ | ------------------------------------------------------------ |
| Datum                                                        | Disziplin                                                    | Erster Platz                                                 | Zweiter Platz                                                | Dritter Platz                                                |
| 11. März 2001                                                | 42 km Freistil                                               | Brigitte Albrecht-Loretan                                    | Irina Skladnewa                                              | Cornelia Porrini                                             |

### Gesamtwertung
| Rang | Name                      | Punkte |
| ---- | ------------------------- | ------ |
| 1.   | Antonina Ordina           | 290    |
| 2.   | Irina Skladnewa           | 260    |
| 3.   | Nadeschda Slessarewa      | 216    |
| 4.   | Brigitte Albrecht-Loretan | 100    |
| 4.   | Ulrica Persson            | 100    |
| 6.   | Ljubow Jegorowa           | 82     |
| 7.   | Sofia Lind                | 80     |

| Rang | Name                | Punkte |
| ---- | ------------------- | ------ |
| 8.   | Guidina Dal Sasso   | 63     |
| 9.   | Eugenia Bitchougova | 60     |
| 9.   | Elina Mäki-Rautila  | 60     |
| 9.   | Unni Ødegård        | 60     |
| 9.   | Cornelia Porrini    | 60     |
| 13.  | Constanzse Blum     | 50     |
| 13.  | Maija Saarinen      | 50     |

| Rang | Name                 | Punkte |
| ---- | -------------------- | ------ |
| 15.  | Maria Canins         | 45     |
| 15.  | Petra Letenska       | 45     |
| 15.  | Laura Mccabe         | 45     |
| 15.  | Kristin Sem Thagaard | 45     |
| 19.  | Ashild Storevik      | 40     |
| 19.  | Jeannie Wall         | 40     |